# Служебная лестница (фильм)
«Служебная лестница» (фр. Escalier de service) — французский художественный фильм Карло Рима с Эчикой Шуро и Луи де Фюнесом в главных ролях.

## Сюжет
Мари-Лу знакомится с фотографами, работающими в театре, и рассказывает им истории из своей жизни, о людях, у которых она работала служанкой.